# Chivasso
Chivasso (en français Chivas)  est une ville italienne d'environ 25 800 habitants, située dans la ville métropolitaine de Turin, dans la région Piémont, dans le Nord-Ouest de l'Italie.

## Histoire
En 1641, la ville assiégée par les troupes espagnoles est délivrée par les troupes du comte d'Harcourt dont le régiment des Gardes françaises faisait partie.
En 1705, durant la guerre de Succession d'Espagne, la ville est prise par les troupes françaises.
L'année suivante, la ville défendue par le régiment de Leuville, est prise par les troupes du prince Eugène après huit jours de siège.

## Administration
| Période                        | Période  | Identité         | Étiquette                | Qualité |
| ------------------------------ | -------- | ---------------- | ------------------------ | ------- |
| juin 2017 (réélu en juin 2022) | En cours | Claudio Castello | Parti démocrate (Italie) |         |

### Hameaux
Montegiove, Betlemme, Torassi, Castelrosso, Pogliani, Borghetto, Mosche, Mandria, Boschetto, Pratoregio

### Communes limitrophes
Mazzè, Caluso, San Benigno Canavese, Montanaro, Rondissone, Verolengo, Volpiano, Brandizzo, San Sebastiano da Po, Castagneto Po, San Raffaele Cimena

## Transports
La commune est traversée par la ligne de Turin à Milan, la gare de Chivasso et la petite gare de Castelrosso sont desservies par des trains régionaux (R) Trenitalia.

## Personnalités liées à Chivasso
- Ange Carletti di Chivasso (1411 – 1495), religieux franciscain et théologien
- Defendente Ferrari (Chivasso, v. 1480 – Turin, v. 1540), peintre.
- Alberto Bruni Tedeschi (palais de Castagneto Po)